# Pedro Rodrigues (Hürdenläufer)
Pedro Afonso Rodrigues (* 8. Juli 1971 in Lissabon) ist ein ehemaliger portugiesischer Leichtathlet.

## Sportliche Karriere
Der 1,81 Meter große Pedro Rodrigues startete für Benfica Lissabon. Er gewann die portugiesischen Meistertitel im 400-Meter-Hürdenlauf von 1990 bis 1994 und 1996.
Rodrigues belegte bei den Junioreneuropameisterschaften 1989 in Varaždin in 52,19 Sekunden den fünften Platz. 1990 erreichte er in 50,43 Sekunden den vierten Platz bei den Juniorenweltmeisterschaften in Plowdiw. Drei Wochen später schied Rodrigues bei den Europameisterschaften in Split mit 52,03 Sekunden im Vorlauf aus. Bei den Weltmeisterschaften 1991 in Tokio schied er mit 50,50 Sekunden im Vorlauf aus, für das Erreichen der Halbfinalläufe wurden 49,76 Sekunden gefordert. Im Jahr darauf lief Rodrigues im Vorlauf bei den Olympischen Spielen in Barcelona 49,46 Sekunden. Um über die Zeitregelung ins Halbfinale zu kommen, musste man unter 49 Sekunden laufen.
1993 bei den Weltmeisterschaften in Stuttgart lief Rodrigues im Vorlauf 50,07 Sekunden. 1994 bei den Europameisterschaften in Helsinki siegte Rodrigues in seinem Vorlauf mit 49,05 Sekunden und wurde im Halbfinale in 49,04 Sekunden Zweiter. Im Endlauf verbesserte er den portugiesischen Landesrekord auf 48,77 Sekunden und wurde damit Vierter, zu den Medaillenrängen fehlte ihm eine halbe Sekunde. 1995 lief Rodrigues im Halbfinale der Universiade in Fukuoka 49,74 Sekunden. Mit der 4-mal-400-Meter-Staffel erreichte er das Finale und wurde Siebter.
1999 bei den Weltmeisterschaften in Sevilla lief Rodrigues im Vorlauf 49,97 Sekunden. Im Jahr darauf lief Rodrigues im Vorlauf bei den Olympischen Spielen 2000 in Sydney 49,90 Sekunden. Im Halbfinale steigerte er sich auf 49,48 Sekunden, für die Finalteilnahme fehlte ihm über eine Sekunde. Zum Abschluss seiner internationalen Laufbahn trat Rodrigues 2002 bei den Europameisterschaften in München an. Nach 49,77 Sekunden im Vorlauf erreichte er im Halbfinale das Ziel in 49,60 Sekunden.